# ألتون بيرد
ألتون بيرد (بالإنجليزية: Alton Byrd)‏ مواليد 3 نوفمبر 1957 في سان فرانسيسكو، هو لاعب كرة سلة أمريكي/بريطاني. بدأ مسيرته الاحترافية في سنة 1979. تم اختياره من قبل فريق بوسطن سيلتكس خلال الدرافت. يبلغ طوله 5 قدم 8 بوصة (1.7 م). اعتزل اللعب في 1997.